# Папа Виктор II
Папа Виктор II (лат. Victor II; умро у Арецу, 3. августа 1057) је био 153. папа од 19. априла 1055. до 28. јула 1057.